# 江西商报
江西商报，是由江西商报社于1995年9月1日创办的商业报纸，标准刊号为CN36-0048。

## 沿革
1995年9月1日，《江西商报》创刊。2000年时报纸每期有4开12版，报社有工作人员15人，其中编采8人。2002年3月，引进《成都商报》全资子公司博瑞传播，后者持有江西商报文化传播股份公司15%的股份（其他股东江西邮政波斯特有限公司持股35%，江西纸业持股21%，老《江西商报》原股东持股15%），改为出日报，《成都商报》将国内国际以及财经等新闻资源提供给《江西商报》。10月，管理层就和实施层发生矛盾。同年12月，因与大股东的矛盾无法调和，《成都商报》撤回了投资。2005年1月，该报改出周报。2018年，该报纸宣布从当年11月开始，该报将停刊半年。